# Мерщий, Пётр Филиппович
Пётр Филиппович Мерщий (21 января 1877, Германовка, Киевская губерния — 1931, Киренск, Иркутская область) —  депутат Государственной думы IV созыва от Киевской губернии.

## Биография
По национальности украинец («малоросс»). Крестьянин местечка Германовка Германовской волости Киевского уезда Киевской губернии. Начальное образование получил дома. В 1899 вышел в запас из Киевского военно-окружного суда, где проходил военную службу. Служил волостным писарем Ржищевской и Германовской волостей. Инструктор по кооперации в Киевском уездном земстве. С 1911 года гласный в Киевском уездном земстве. Земледелец, обрабатывал 10 десятин надельной земли и 42 десятины собственной земли (жители Германовки в складчину оформили ему купчую на 42 десятины «неудоби», заросший кустарниками склон горы на берегу реки Красная между Германовка и Красной Слободки с целью соблюдения земельного ценза для мелких землевладельцев, которые имели право уполномоченными от волостей).
25 октября 1912 избран в Государственную думу IV созыва от съезда уполномоченных от волостей Киевской губернии. Вошёл в Русских националистов и умеренно-правых фракцию, со 2-й сессии 4-й Думу - в Независимых группу. Состоял в бюро Крестьянской группы. Вошёл в думскую продовольственную комиссию, земельную комиссию, комиссию для выработки законопроекта о собраниях, комиссию о торговле и промышленности, комиссию по исполнении государственной росписи доходов и расходов.

Господа члены государственной Думы. По поводу декларации г. Председателя Совета Министров я уполномочен от Крестьянской группы заявить государственной Думе следующее: крестьянская группа не считает для себя возможным в настоящее время выступать со всесторонним политическим ответом на декларацию г. Председателя Совета Министров; однако считает нужным отметить, с одной стороны, полное отсутствие в декларации указаний на целый ряд мероприятий самых существенных для крестьян и мероприятий, так сказать, первой важности, первой необходимости, как например: о правовом положении крестьян, о мерах к устранению малоземелья, об освобождении предметов первой необходимости от налогов, о сложении с крестьян натуральных повинностей (голоса слева: правильно), о борьбе с пьянством и другими народными бедствиями (рукоплескания слева), а с другой стороны, недостаточное освещение им не менее принципиальных для крестьянства общегосударственных вопросов, как то: общественное призрение, дорожное строительство и, в особенности, господа, народное образование (рукоплескания слева и в центре), которое в настоящее время страдает от междуведомственной розни и от вредной тенденциозности (рукоплескания слева), а позже крестьянская группа, постановила следующее, поручила мне заявить: Признавая необходимым отметить неполноту программы по вопросам жизни, касающимся интересов широких масс населения и, в частности, крестьянства, крестьянская группа заявляет гос Думе, что все интересующие крестьян вопросы будут выдвинуты крестьянской группой в своё время и тогда будут освещены надлежащим образом с крестьянской точки зрения (рукоплескания слева и на отдельных скамьях в центре).

Все то, что говорилось с этой трибуны, все то, что писалось в газетах в популярности поэта Шевченко среди украинского народа, все это далеко недостаточно для того, чтобы иметь полное представление о том, как в действительности чтит и любит своего поэта простой Украинский народ ... Кто был на могиле Шевченко, тот видел, как крестьяне массами идут на могилу, чтоб поклониться праху любимого поэта, тот видел, как эти посетители на могиле с обнажёнными головами поют и читают произведения Шевченко ... Так себя ведут только в молитвенных домах. Кто был в украинской деревне, тот видел, что почти в каждой хате красуется портрет Шевченко на самом почетного месте, убранный полотенцами и билетами, почти в каждой семье украинской имеется портрет Шевченко и его "Кобзарь". Этот "Кобзарь" почти каждый грамотный и неграмотный знает на память. Кто всё это знает, тот не скажет, что Шевченковских торжествах заинтересована только интеллигенция, - сепаратисты, утописты. В них заинтересован весь Украинский народ, жертвовавший свои трудовые гроши на сооружение памятника поэту. Уже около 50 лет Украинский народ празднует ежегодно роковины Шевченко. При этом обычно служат панихиды, устраивают в иных местах любительские спектакли или литературные вечера; всё это до сих пор не запрещалось, и все это не угрожало единству и целостности России, и лишь в этом году почему-то не позволяют чествовать память Шевченко, не позволяют молиться о рабе Божьем Тарасе. Хочется спросить: Почему это? ... Неужели потому, что Шевченко был крестьянским поэтом, вышел из крестьян, что он, как называют его в бюрократических сферах, мужицкий поэт? Но всему бывает предел. Можно не давать народу просвещаться, закрывать у нас на Украине библиотеки и всякие просветительные общества; можно изъять из библиотек у нас на Украине - из школьных библиотек популярные издания по сельскому хозяйству, по кооперации, по медицине и прочему лишь только потому, что они написаны на народном языке; можно запрещать на школьных ёлках детям петь свои народные любимые ими песни и читать на материнском языке в переводе басни Крылова; можно, наконец, запретить поставить в Киеве монумент Шевченко, но никакими циркулярами никакая человеческая сила не может запретить народу любить того, кого он обожает ...

22 сентября 1913 присутствовал на торжественном открытии работ по строительству железной дороги Киев-Волынский — Козин — Триполье — Обухов — Германовка вместе с вице-губернатором Б. Д. Кашкаровым, депутатом Государственной думы В. Я. Демченко, комендантом Киевской крепости генерал-майором П. В. Медером, начальником военных сообщений генерал-майором Ф. С. Рербергом, предводителем дворянства Киевского уезда П. М. Гудим-Левковичем и другими. Железная дорога строилась по заказу сахарозаводчика М. И. Терещенко, но с началом Первой Мировой войны строительство было остановлено.
В начале Первой мировой войны создал в Киевской губернии сеть пошивочных мастерских для снабжения армии шинелями. Был обвинён в махинациях при поставках в действующую армию шинелей и ремней, а также в присвоении имущества компаньонов.
После революции пытался организовать в Германовке птицеферму.
В 1928 году арестован и выслан в г. Киренск Иркутской области по обвинениям в национализме и агитации против коллективизации. Расстрелян в 1931 в ИТЛ в Киренске.

## Семья

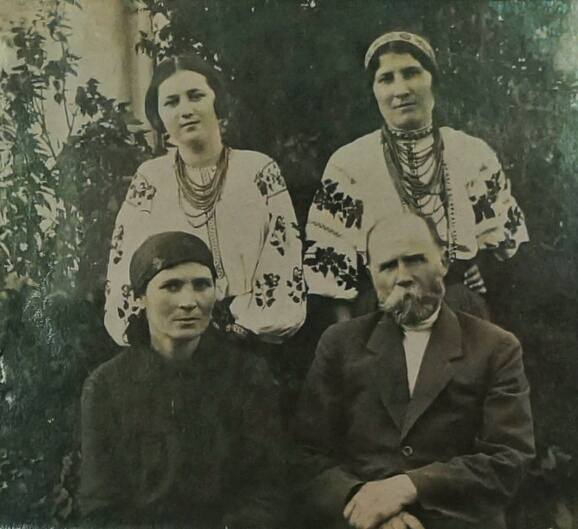
П. Ф. Мерший с женой и дочерьми Ларисой и Валентиной, 3 мая 1926

- Один из предков П. Ф. Мерщия — Ефим, казак Белоцерковского полка.
- Отец — Филипп, мать — Ефимия.
- Жена — урождённая ?
  - Дочь — Валентина,
  - Дочь — Лариса род. 22.03.1908.
- Брат — Родион,
- Брат — Платон,
- Брат — Александр